# 24. Jahrhundert v. Chr.
Portal Geschichte | Portal Biografien | Aktuelle Ereignisse | Jahreskalender | Tagesartikel

◄ |
4. Jt. v. Chr. |
3. Jahrtausend v. Chr. | 2. Jt. v. Chr.  ►

◄ |
26. Jh. v. Chr. |
25. Jh. v. Chr. |
24. Jahrhundert v. Chr. |
23. Jh. v. Chr. |
22. Jh. v. Chr. |
►
Das 24. Jahrhundert v. Chr. begann am 1. Januar 2400 v. Chr. und endete am 31. Dezember 2301 v. Chr. Dies entspricht dem Zeitraum 4350 bis 4251 vor heute oder dem Intervall 3885 bis 3840 Radiokohlenstoffjahre.

## Zeitalter/Epoche
- Subboreal (3710 bis 450 v. Chr.).
- Nordisches Mittelneolithikum in Nordeuropa (3300 bis 2350 v. Chr.).
- Endneolithikum (2800 bis 2200 v. Chr.) in Mitteleuropa.

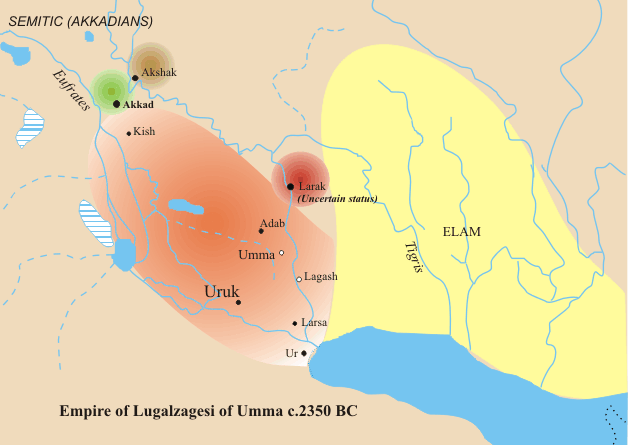
Sumerisches Reich von Lugal-Zagesi

Alter Orient um 2400 v. Chr.; Altes Reich in Ägypten, Konflikte waren u. a. Ebla gegen den Stadtstaat Mari, Sumerer gegen die Elamer

## Ereignisse/Entwicklungen
- 2400 bis 2300 v. Chr.:

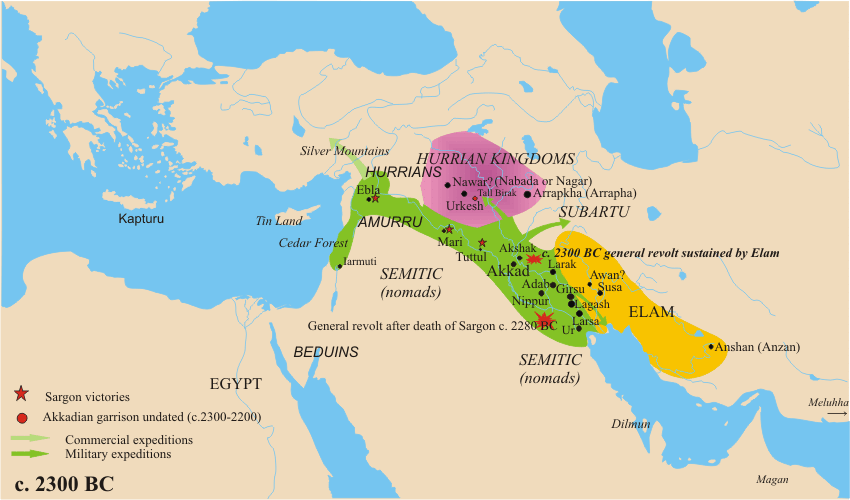
Reich von Akkad

  - Ebla in Syrien erreicht seinen Höhepunkt. Die Stadt hatte womöglich bis an die 250 000 Einwohner.
- 2400 bis 2200 v. Chr.:
  - Troja II entwickelt sich dank seiner handelsstrategischen Stellung zu einer großen Stadt. Der Depotfund Schatz des Priamos stammt aus dieser Zeit.
- Um 2400 v. Chr.:
  - Die Stadt Lothal der Indus-Kultur wird gegründet.
  - Unter dem Pharao Djedkare erfolgen Kriegs- und Handelsexpeditionen nach Syrien, Nubien und Punt. Ein Pygmäe wird zurück an den Hof gebracht.
- 2380 bis 2361 v. Chr.:
  - Der älteste bekannte Friedensvertrag wird zwischen Lugal-kiniše-dudu, dem König von Uruk, und En-metena, König von Lagaš, geschlossen.
- Um 2350 v. Chr.:
  - Unter dem Pharao Unas entstehen die sogenannten Pyramidentexte im alten Ägypten.[2]
  - In Lagaš verkündet Urukagina den ersten geschichtlichen Gesetzeskodex, die Reformgesetze des Urukagina.
  - Erstmalige Zerstörung der  Stadt Mari in Nordmesopotamien.
- Um 2340 v. Chr.:
  - Die Frühdynastische Zeit (Frühdynastisch III a/b – 2600 bis 2450/2340 v. Chr.) endet in Mesopotamien.
  - Lugal-Zagesi von Umma zerstörte zunächst die sumerische Stadt Lagaš und eroberte danach Sumer (teils friedlich, teils kriegerisch). Lugal-Zagesi war somit erster sumerischer König über ein gesamtes sumerisches Königreich (Territorialstaat).[3][4][5]
- 2333 v. Chr.:
  - Mythologische Gründung von Go-Joseon, dem ersten Königreich auf der Halbinsel Korea, durch Dangun Wanggeom.[6]
- 2330 bis 2000 v. Chr.:
  - Das Gilgamesch-Epos wird niedergeschrieben. Im 24. Jahrhundert v. Chr. wurde auch der Etana-Mythos verfasst.
- um 2316 v. Chr.:
  - Sargon von Akkad bezwingt Lugal-Zagesi und schafft damit das Akkadische Reich, den ersten organisierten Flächenstaat der Menschheitsgeschichte.

## Erfindungen und Entdeckungen
- In Ägypten wird erstmals das Imkerwesen schriftlich erwähnt.
- Erster Kurierdienst für Schriftstücke in Ägypten.
- Um 2400 v. Chr.:
  - Erstmalige Abbildung von einer Sturmleiter unter dem Pharao Djedkare.

## Bauwerke
- Um 2400 v. Chr.:

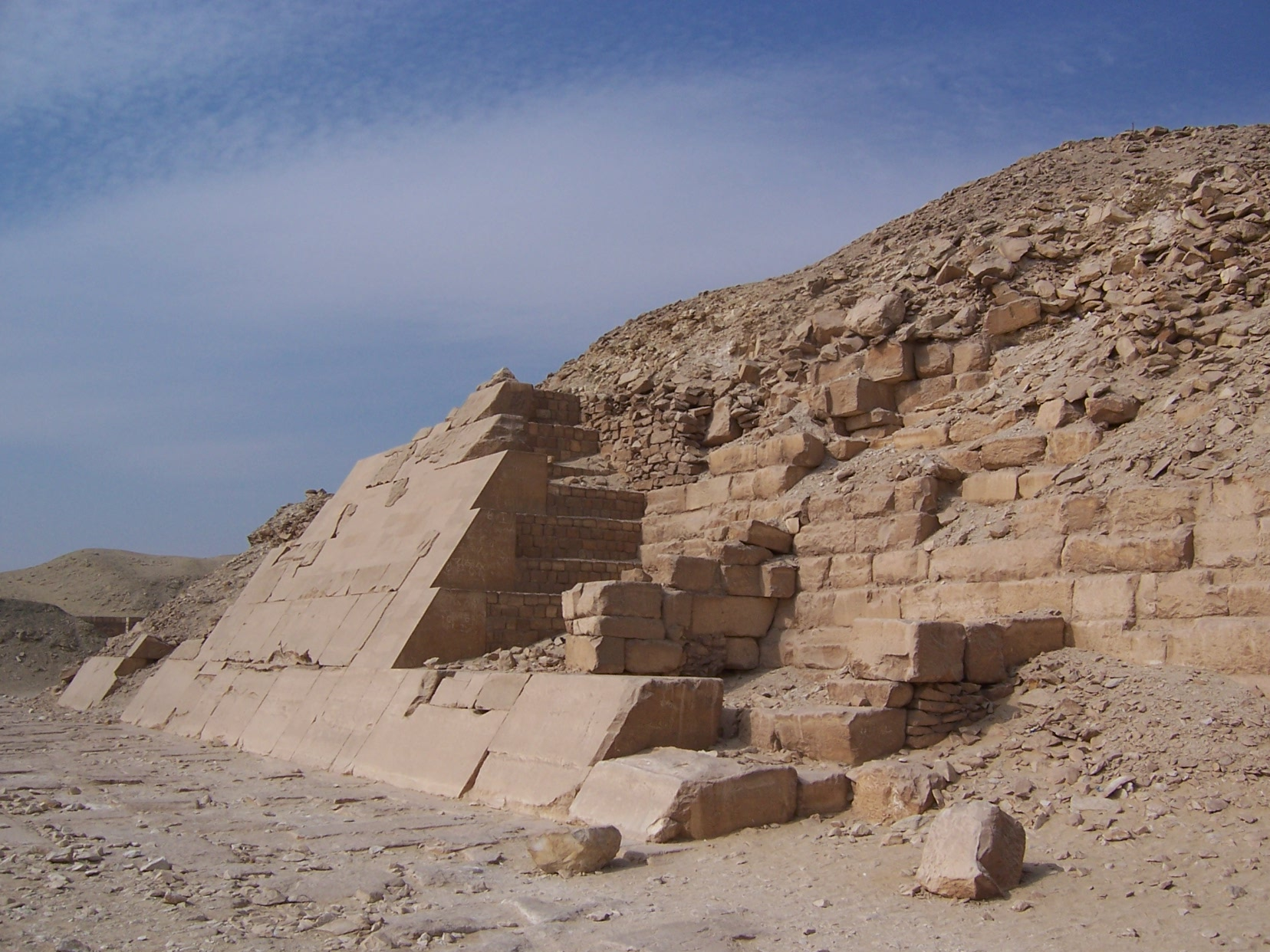
Südseite der Unas-Pyramide mit erhaltener Verkleidung

  - Die Kammer des West Kennet Long Barrow in Wiltshire wird verfüllt.
- 2400 bis 2380 v. Chr.:
  - Der Pharao Djedkare lässt in Sakkara-Süd seine Pyramide erbauen.
- Um 2380 bis 2350 v. Chr.:
  - In Sakkara entsteht die Unas-Pyramide. In den unterirdischen Pyramidenkammern werden erstmals Pyramidentexte angebracht.
- 2340 v. Chr.:
  - Der Woodhenge in Wiltshire wird errichtet.
- 2318 bis 2300 v. Chr.:
  - Die Pyramide des Teti II. entsteht in Sakkara.

## Naturkatastrophen
- 2390/2370/2349 v. Chr.:
  - Gemäß dem hebräischen Bibeltext Zeitpunkt der Sintflut (Genesis 7, 11).
- 2360/2310 v. Chr.:
  - Auf Island bricht der Vulkan Hekla aus (Hekla-4).

## Persönlichkeiten

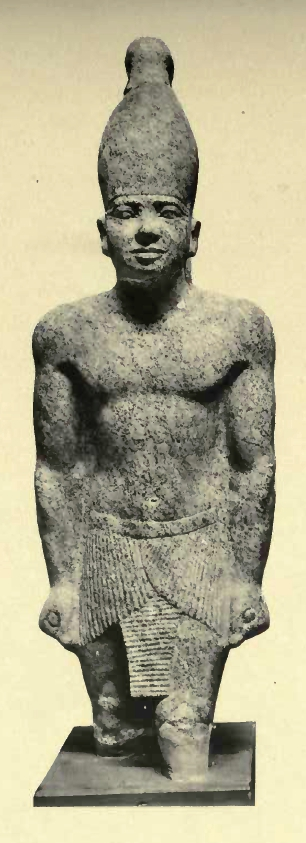
Statue von Teti II.

Hinweis: Die Regierungsjahre lassen sich in diesem Jahrhundert noch nicht genau bestimmen. Von daher handelt es sich um ungefähre Schätzungen.

### Pharaonen von Ägypten
5. Dynastie:
- Djedkare (2410–2380 v. Chr.)
- Unas (2380–2350 v. Chr.)

6. Dynastie:
- Teti II. (2318–2300 v. Chr./Begründer der 6. Dynastie)

### König von Sumer
- Lugal-Zagesi (2340–2316 v. Chr.)

### König von Akkad
- Sargon von Akkad (2356–2300 v. Chr.)

### Könige von Lagaš
- Enanatum II. (2400–2380 v. Chr.)
- Lugal-anda (2370–2350 v. Chr.)
- Urukagina (2350–2340 v. Chr.)

### Sonstige
- En-hedu-anna, Tochter Sargons, erste bekannte Autorin/Dichterin der Geschichte
- Ptahhotep, altägyptischer Wesir, Verfasser der Maximen des Ptahhotep.

## Archäologische Kulturen

### Kulturen in Nordafrika
- Ägypten:
  - Altes Reich:
    - 5. Dynastie (2500 bis 2345/2318 v. Chr.)
    - 6. Dynastie (2345/2318 bis 2216/2180 v. Chr.)

### Kulturen in Mesopotamien und im Nahen Osten
- Mesopotamien:
  - Lagaš:
    - 1. Dynastie (2550 bis 2371 v. Chr.)

  - Ur:
    - 1. Dynastie (2550/2500 bis 2340 v. Chr.)

  - Uruk:
    - 2. Dynastie (2520 bis 2371 v. Chr.)
    - 3. Dynastie (2371 bis 2347 v. Chr.)

  - Kiš:
    - 3. Dynastie: (um 2400 v. Chr.)
    - 4. Dynastie: (um 2380 v. Chr.)
    - 5. Dynastie: (2370 bis 2230 v. Chr.)

  - Sumer: Erstmals vereinigt unter Lugal-Zagesi (2340 bis 2316 v. Chr.)
  - Akkadzeit: (2340/2316 bis 2200 v. Chr.)

- Iran:

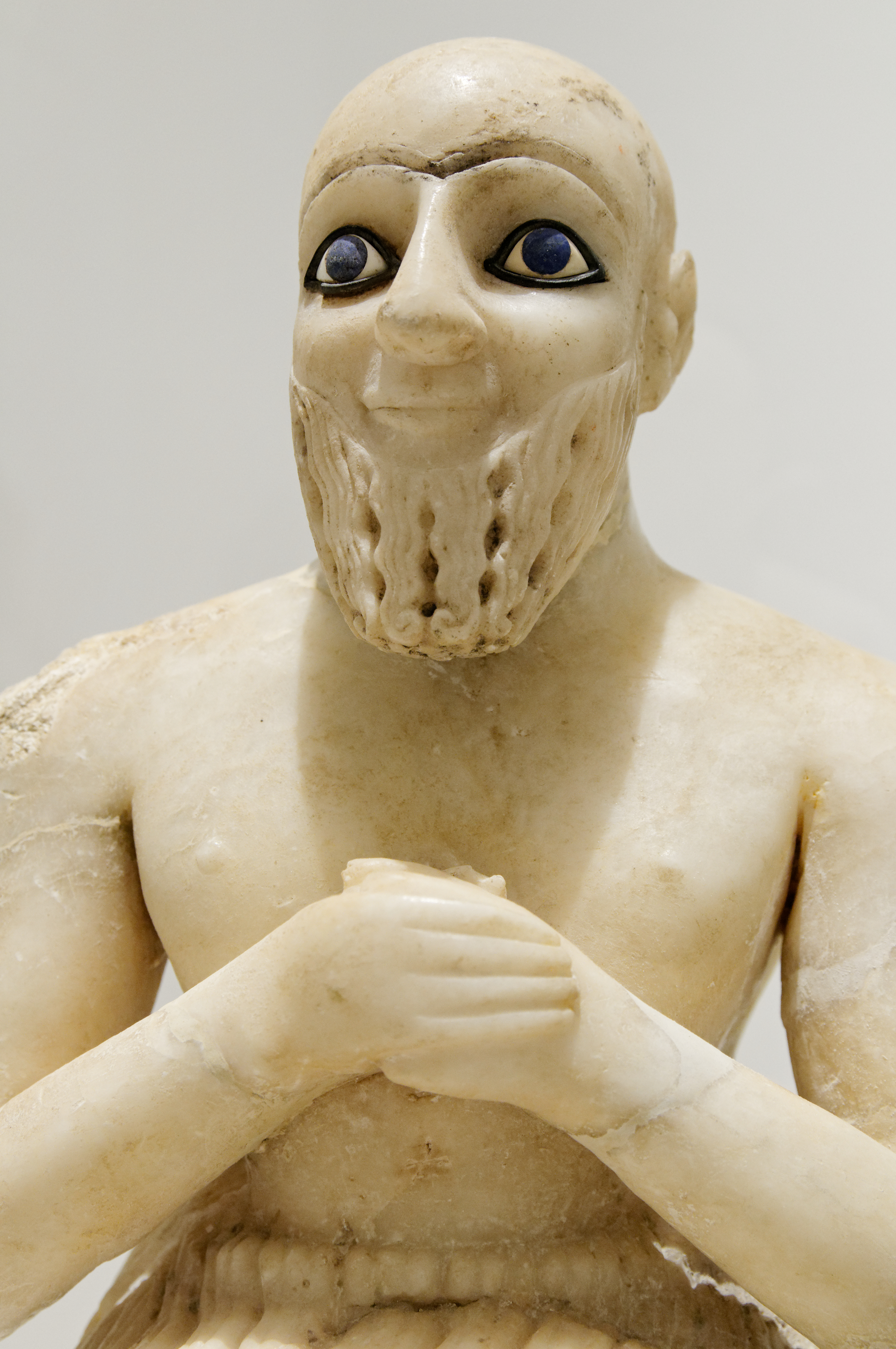
Ebih-Il, frühdynastischer, sumerischer Intendant, 2400 v. Chr.

  - Dschiroft-Kultur (4000 bis 1000 v. Chr.)
  - Schahr-e Suchte III (2500 bis 2300 v. Chr.)
  - Elam: Altelamische Zeit (2700 bis 1600 v. Chr.)
  - Susa IV B (2400 bis 2100 v. Chr.)
  - Tepe Yahya IV A (2500 bis 2200 v. Chr.), elamisch?
- Syrien:
  - Tell Brak (6000 bis 1360 v. Chr.)
  - Tall Leilan (5000 bis 1726 v. Chr.) – Phase IIa, IIb3 und IIb2
  - Tell Chuera (5000 bis 1200 v. Chr.)
  - Tell Hamoukar (4500 bis 2000 v. Chr.)
  - Erstes Königreich in Ebla (Phase Mardikh IIb1 – 2400 bis 2300 v. Chr.)
- Türkei:
  - Troja:
    - Troja II (2550 bis 2200 v. Chr.)
- Bahrain:
  - Dilmun-Kultur (3000 bis 600 v. Chr.)

### Kulturen in Ostasien
- China:
  - Yangshao-Kultur (5000 bis 2000 v. Chr.), Zentral- und Nordchina
  - Yingpu-Kultur (3500 bis 2000 v. Chr.) in Taiwan
  - Liangzhu-Kultur (3400/3300 bis 2200 v. Chr.) in Südostchina
  - Longshan-Kultur (3200 bis 1850 v. Chr.) am mittleren und unteren Gelben Fluss
  - Karuo-Kultur (3200 bis 2000 v. Chr.) in China und Tibet
  - Die Shanbei-Kultur (3050 bis 2550 v. Chr.) in Jiangxi geht zu Ende
  - Majiayao-Kultur (3000 bis 2000 v. Chr.) am oberen Gelben Fluss
  - Xiaoheyan-Kultur (3000 bis 2000 v. Chr.) in der Inneren Mongolei
  - Tanshishan-Kultur (3000 bis 2000 v. Chr.) in Fujian
  - Shijiahe-Kultur (2600 bis 2000 v. Chr.) am mittleren Jangtsekiang
  - Banshan-Machang-Kultur (2500 bis 2000 v. chr.) am oberen Gelben Fluss
  - Baodun-Kultur (2500 bis 1700 v. Chr.) in Sichuan
- Korea:
  - Mittlere Jeulmon-Zeit (3500 bis 2000 v. Chr.)
  - Go-Joseon (2333 bis 108 v. Chr.)
- Japan:
  - Mittlere Jōmon-Zeit – Jōmon IV (3000 bis 2000 v. Chr.)
- Vietnam:
  - Đa-Bút-Kultur (4000 bis 1700 v. Chr.)
  - Hồng-Bàng-Dynastie (2879 bis 258 v. Chr.)

### Kulturen in Südasien
- Industal:
  - Indus-Kultur: Harappa-Phase

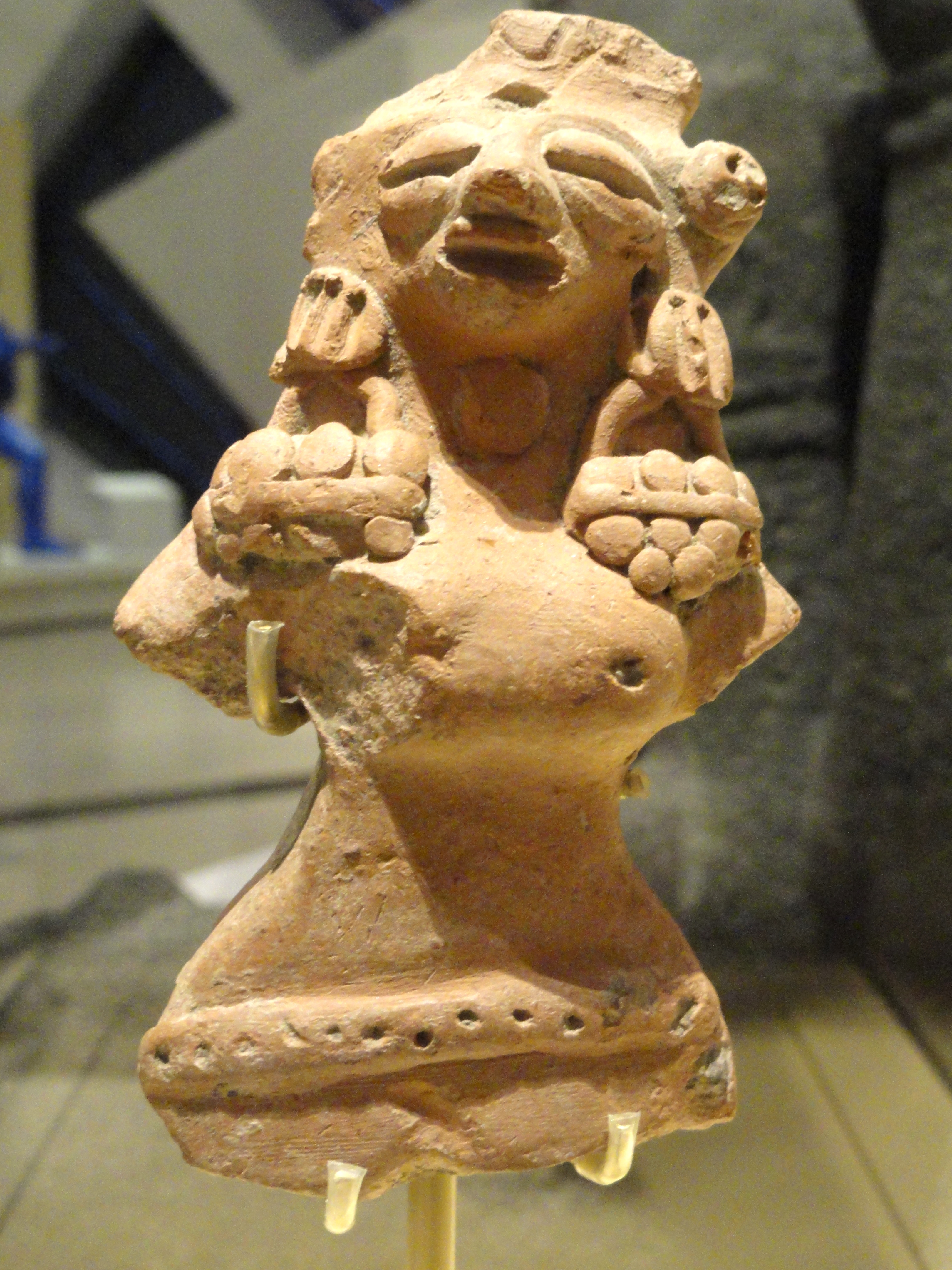
Vermutliche Fruchtbarkeitsgöttin der Harappa-Phase, 2500 bis 1900 v. Chr.

    - Harappa 3B (2450 bis 2200 v. Chr.)
- Belutschistan:
  - Mehrgarh: Periode VII (ab 2600 bis 2200 v. Chr.), die Stadt wird weitgehend verlassen
  - Nal-Kultur (3800 bis 2200 v. Chr.)

### Kulturen in Europa
- Nordeuropa:
- Bootaxtkultur (4200 bis 2000 v. Chr.) in Skandinavien und  im Baltikum
- Nordosteuropa:
  - Grübchenkeramische Kultur (4200 bis 2000 v. Chr. – Radiokarbonmethode: 5600 bis 2300 v. Chr.) in Norwegen, Schweden, Baltikum, Russland und Ukraine
  - Rzucewo-Kultur (5300 bis 1750 v. Chr.) im Baltikum und Polen
  - Narva-Kultur (5300 bis 1750 v. Chr.) in Estland, Lettland und Litauen
- Osteuropa:
  - Verschwinden der Jamnaja-Kultur (3600 bis 2300 v. Chr.) in Russland und in der  Ukraine und der
  - Fatjanowo-Kultur (3200 bis 2300 v. Chr. nach Anthony) in Russland[7]
  - Kura-Araxes-Kultur (3500/3000 bis 2000/1900 v. Chr.) im Kaukasus
  - Poltavka-Kultur (2700 bis 2100 v. Chr.) an der mittleren Wolga
  - Potapovka-Kultur (2500 bis 2000 v. Chr.) an der mittleren Wolga
  - Katakombengrab-Kultur (2500 bis 2000 v. Chr.) in Russland und in der Ukraine
  - Abaschewo-Kultur (2500 bis 1800 v. Chr.) in Nordrussland

- Südosteuropa:
  - Griechenland:

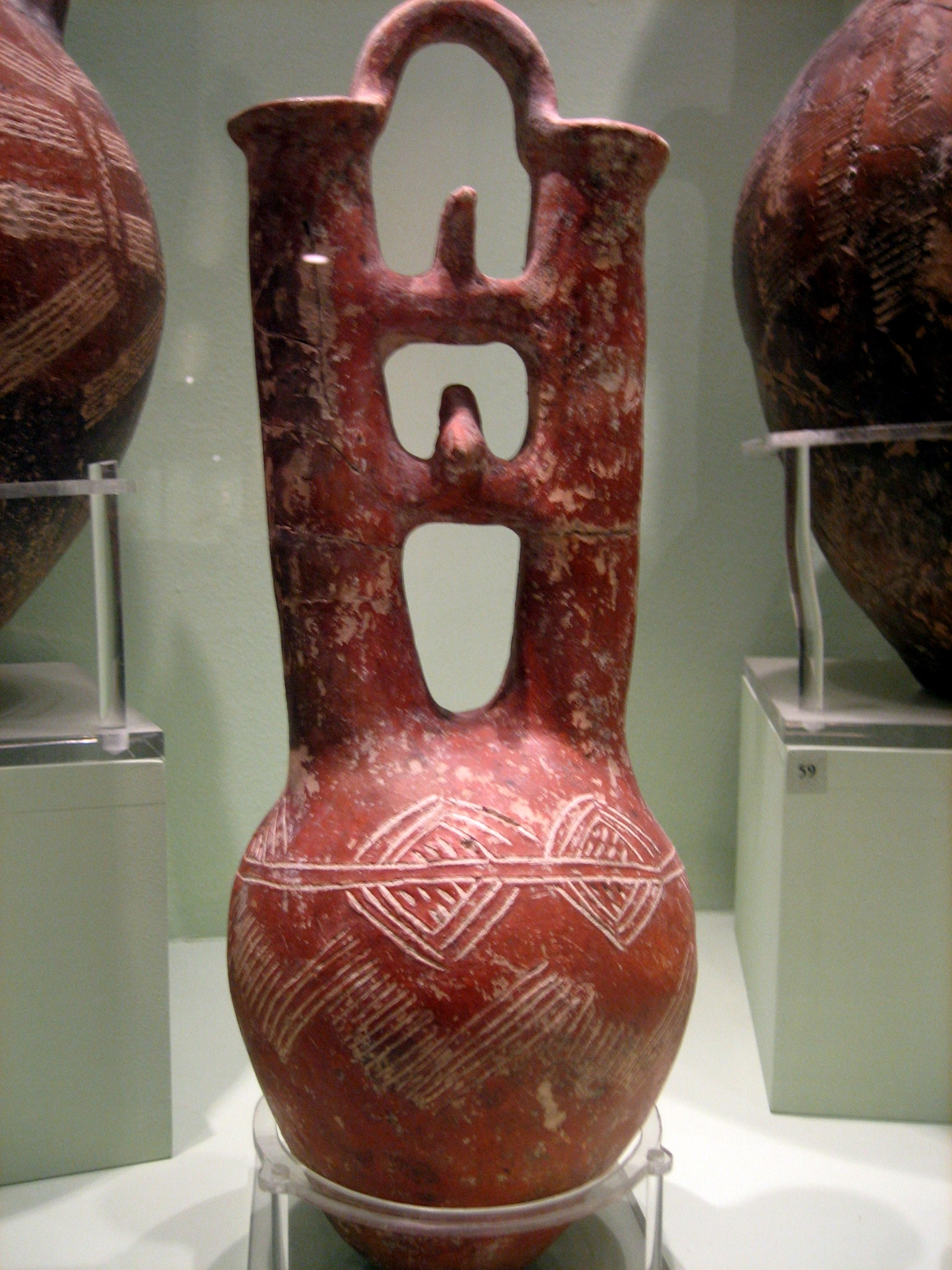
Rotpolierter, doppelnackiger Krug von der Südküste Zyperns, 2500 bis 2300 v. Chr.

    - Griechisches Festland, Frühhelladische Phase FH II (2700 bis 2200 v. Chr.)
    - Kykladenkultur (3200 bis 1100 v. Chr.),  Frühkykladische Phase FK II (2700 bis 2200 v. Chr.) mit
      - Die Keros-Syros-Kultur (2700 bis 2300 v. Chr.) geht zu Ende

  - Kreta:
    - frühminoische Vorpalastzeit FM II (2700 bis 2200 v. Chr.)

  - Zypern:
    - Philia-Kultur (2500 bis 2000 v. Chr.)

- Mitteleuropa:
  - Vlaardingen-Kultur (3350 bis 1950 v. Chr.) in den Niederlanden
  - Die Gaudo-Kultur (3150 bis 2300 v. Chr.) in Süditalien geht zu Ende
  - Schönfelder Kultur (2900 bis 2100 v. Chr.) in Deutschland und Tschechien
  - Auslaufen der Einzelgrabkultur (2800 bis 2300 v. Chr.) in Norddeutschland, Polen, Baltikum und Südskandinavien
  - Schnurkeramik (2800 bis 2200 v. Chr.) in Mitteleuropa, Baltikum und Russland
  - Glockenbecherkultur (2600 bis 2200 v. Chr., in Großbritannien bis 1800 v. Chr.) in Mittel, West und Südeuropa

- Westeuropa:

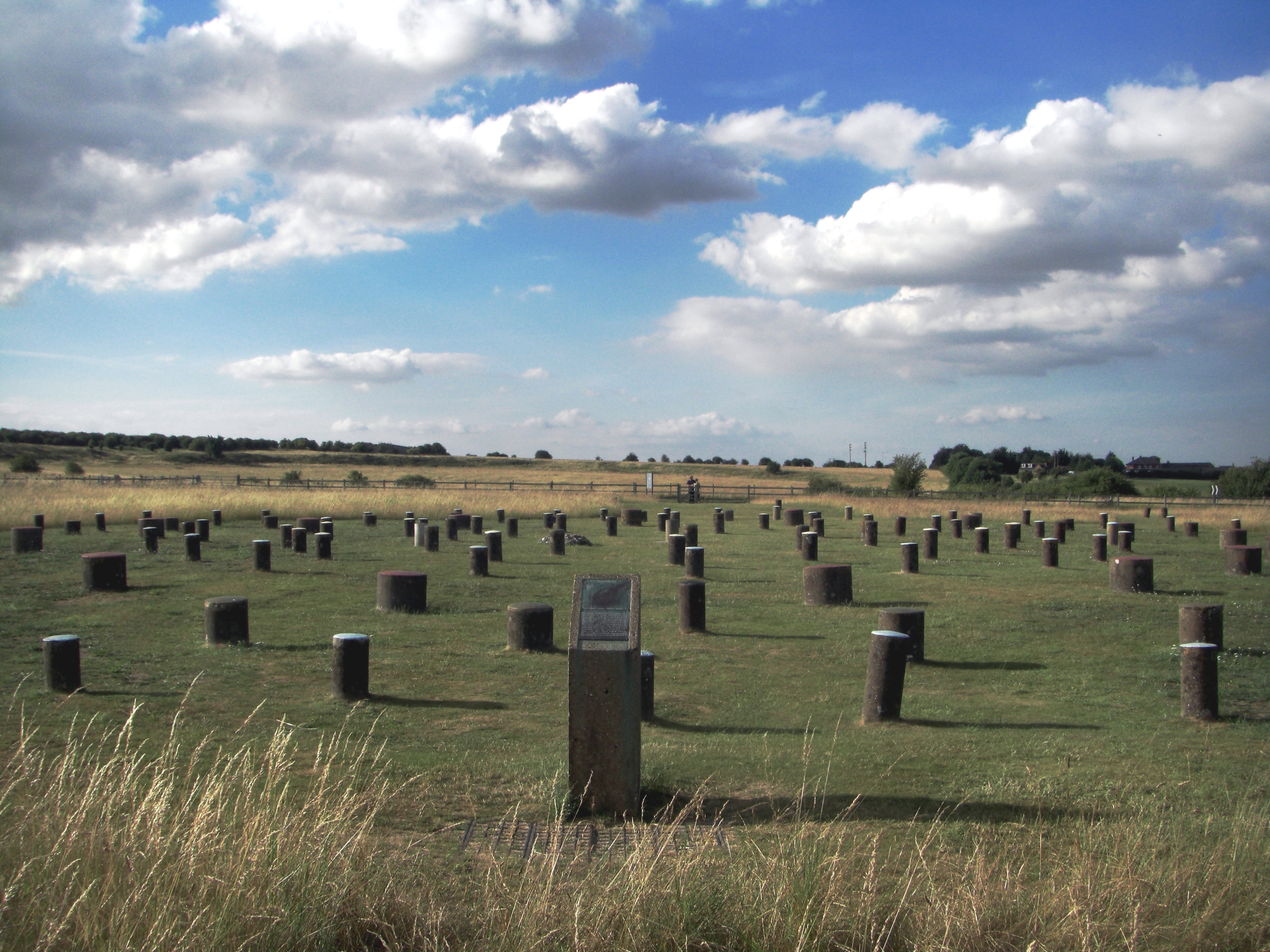
Der Woodhenge in Wiltshire, erbaut um 2340 v. Chr., dessen Träger die Glockenbecherkultur war

  - Kultur der Grooved Ware in Großbritannien und Irland (3400 bis 2000 v. Chr.)
  - Seine-Oise-Marne-Kultur (3100 bis 2000 v. Chr.) in Nordfrankreich und Belgien
  - Peu-Richard-Kultur (2850 bis 2150 v. Chr.) im zentralen Westfrankreich – Rezente Stufe Peu-Richard II (bis 2350 v. Chr.) und Endstufe Peu-Richard Final
  - Artenac-Kultur (2500 bis 2000 v. Chr.) in West- und Südwestfrankreich
  - Megalithkulturen:
    - Frankreich (4700 bis 2000 v. Chr.)
    - Iberische Halbinsel (4000 bis 2000 v. Chr.): Spanien und Portugal
      - Los Millares (3200 bis 1800 v. Chr.)
      - Vila Nova de São Pedro (2700 bis 1300 v. Chr.)

    - Britische Inseln (ab 3800 v. Chr.)
      - Stonehenge 3 III (2400 bis 2280 v. Chr.)

    - Malta: Nekropole von Tarxien (2500 bis 1500 v. Chr.)

### Kulturen in Amerika
- Grönland:
  - Independence-I-Kultur (2400/2300 bis 1000 v. Chr.)
  - Saqqaq-Kultur (2400 bis 900 v. Chr.)
- Nord- und Zentralamerika:
  - Archaische Periode. Errichtung von Mounds in den östlichen Waldgebieten ab 4000 v. Chr.
- Südamerika:
  - Chinchorro-Kultur (7020 bis 1500 v. Chr.) in Nordchile und Südperu
  - Valdivia-Kultur (3950 bis 1750 v. Chr.) in Ecuador
  - Norte-Chico-Kultur (3500 bis 1800 v. Chr.) in Peru mit
    - Caral (ab 3000 v. Chr.), Präkeramikum IV – VI

  - San-Agustín-Kultur (3300 v. Chr. bis 1550 n. Chr.)  in Kolumbien